# Cercococcyx
Genre
Le genre Cercococcyx comprend 3 espèces de Coucous africains, oiseaux de la famille des Cuculidae.

## Liste des espèces
D'après la classification de référence (version 2.2, 2009) du Congrès ornithologique international (ordre phylogénique) :
- Cercococcyx mechowi – Coucou de Mechow
- Cercococcyx olivinus – Coucou olivâtre
- Cercococcyx montanus – Coucou montagnard